# Maternidad (Gijón)
Maternidad es una escultura situada en la ciudad asturiana de Gijón, en el norte de España. Se trata de una de las más de cien esculturas, monumentos y obras de arte que adornan sus calles. Está erigida en el parque de Isabel la Católica, en la zona este de la ciudad, concretamente en el barrio de El Bibio.

## Descripción
Se trata de una obra diseñada por el arquitecto leonés Marino Amaya, fue erigida en la ciudad en 1960, está hecha de piedra y representa un homenaje al acto de la maternidad, formando parte de la escultura una madre con sus hijos, uno de ellos está  cogido de la mano de su madre, en tanto el otro es un recién nacido a quién sujeta con el otro brazo y al que va a amamantar. Fue encargada por la ciudad para embellecer y dar sentido al entorno del parque construido unos años antes, en 1947, mediante la desecación de parte de los humedales del río Piles y como complemento al Monumento al Doctor Fleming que había sido inaugurado en el mismo parque en 1955.
Al igual que otras obras ubicadas en el entorno del parque, ha sufrido ataques vandálicos en varias ocasiones, facilitado por la característica de que este parque, a diferencia de entornos similares de otras ciudades, no es cerrado en horario nocturno.